# Ryo Takahashi (fodboldspiller, født 1993)
 For alternative betydninger, se Ryo Takahashi. (Se også artikler, som begynder med Ryo Takahashi)
Ryo Takahashi (født 16. juli 1993) er en japansk fodboldspiller, som spiller for den japanske fodboldklub Matsumoto Yamaga FC.